# НБА саиграч године
НБА саиграч године или Награда „Твајман-Стоукс“ (енгл. Twyman–Stokes NBA Teammate of the Year Award) годишња је награда коју НБА од 2013. додељује играчу који је у претходној сезони најбоље одражавао особине „идеалног саиграча” кроз „несебичну игру и привржност и посвећеност свом тиму”. НБА уплаћује износ од 25 хиљада долара у добротворне сврхе, а примаоца одређује добитник ове награде.
Награда је добила име по Џеку Твајману и Морису Стоуксу. Наиме, њих двојица су од 1955. до 1958. били саиграчи у екипи Рочестер / Синсинати ројалса. Дана 12. марта 1958. године Стоукс је на гостовању Минеаполис лејкерсима у борби за скок пао преко леђа противничког играча, ударио главом о паркет и изгубио свест. Стоукс се наизглед брзо опоравио и чак вратио у игру на том мечу, али три дана касније му је позлило током лета из Детроита за Синсинати. Те ноћи је пао у кому, а наредног јутра је оперисан. Утврђено је да је пад у Минеаполису проузроковао посттрауматску енцефалопатију - повреду мозга која доводи до оштећења моторичких функција. Стоукс је након тога остао непокретан, а изгубио је и моћ говора. Твајман је на себе преузео бригу о Стоуксу — постао је његов законски старатељ и улагао је велике напоре да обезбеди средства за изузетно високе трошкове лечења.

## Начин избора
Жири сачињен од 12 НБА легенди сваке године за ову награду номинује укупно 12 играча (по 6 из сваке конференције). За 12 номинованих потом гласају НБА играчи и то по следећем систему: 1. место — 10 бодова, 2. место — 7 бодова, 3. место — 5 бодова, 4. место — 3 бодова и 5. место — 1 бод. Играч који сакупи највише бодова је добитник награде.

## Списак награђених и њихови тимови
| Сезона   | Играч                | Тим                       |
| -------- | -------------------- | ------------------------- |
| 2012/13. | Чонси Билапс         | Лос Анђелес клиперси      |
| 2013/14. | Шејн Батје           | Мајами хит                |
| 2014/15. | Тим Данкан           | Сан Антонио спарси        |
| 2015/16. | Винс Картер          | Мемфис гризлиси           |
| 2016/17. | Дирк Новицки         | Далас маверикси           |
| 2017/18. | Џамал Крофорд        | Минесота тимбервулвси     |
| 2018/19. | Мајк Конли Млађи     | Мемфис гризлиси (2)       |
| 2019/20. | Џру Холидеј          | Њу Орлеанс пеликанси      |
| 2020/21. | Дејмијан Лилард      | Портланд трејлблејзерси   |
| 2021/22. | Џру Холидеј (2)      | Милвоки бакси             |
| 2022/23. | Џру Холидеј (3)      | Милвоки бакси (2)         |
| 2023/24. | Мајк Конли Млађи (2) | Минесота тимбервулвси (2) |
| 2024/25. | Стефен Кари          | Голден Стејт вориорси     |

- [3]

Легенда:
|  | Активни кошаркаши                                    |
|  | Кошаркаши који су примљени у Кошаркашку Кућу славних |

## Вишеструки добитници
| Играч            | Број избора | Године            |
| ---------------- | ----------- | ----------------- |
| Џру Холидеј      | 3           | 2020, 2022, 2023. |
| Мајк Конли Млађи | 2           | 2019, 2024.       |